# Писма из Амарне
Писма из Амарне представљају архив глинених плочица исписаних на акадском језику. Садрже преписку египатских фараона Новог краљевства са другим државама, Хетитима, Митанском краљевином, Кипром, Вавилоном, Асиријом и, у највећем броју, вазалним државама Леванта. Назив су добила по археолошком налазишту Амарни, резиденцији фараона Ехнатона. Архива датира из периода друге половине Осамнаесте египатске династије. 

## Историја
Прве глинене таблице пронађене су 1885. године пуким случајем. На почетку су сматране фалсификатима да би се касније утврдило да су аутентичне и да садрже дипломатска писма многих фараона Новог краљевства. Енглески египтолог Флиндерс Питри ископао је 1891/1892. године цели државни архив. Пронађено је 379 плочица. Најстарија писма садрже преписку из времена Аменхотепа III, а новија из времена Ехнатона. Писма су била исписана акадским језиком који се тада користио као међународни језик администрације. Писма из Амарне представљају важан извор за проучавање историје Новог краљевства и осликавају спољнополитички положај Египта тог периода. 